# Игнатенко, Александр Петрович
Александр Петрович Игнатенко (бел. Аляксандр Пятровіч Ігнаценка; 10 февраля 1932, Климовичский район — 24 мая 1998, Минск) — белорусский советский историк, педагог. Доктор исторических наук (1978), профессор (1980).

## Биография
Родился 10 февраля 1932 года в селе Студенец в крестьянской семье. В 1955 году окончил исторический факультет Белорусского государственного университета. Работал в БГУ преподавателем, заместителем декана заочного и исторического факультетов (1966—1978), заведующим кафедрой истории Белоруссии (1990—1994).

## Научная и педагогическая деятельность
Подготовил 10 кандидатов наук.
Один из первых в послевоенное время обратился к изучению досоветского периода истории Белоруссии, предпринял анализ русской дворянской и буржуазной историографии Белоруссии, изучал польскую историографию, выделил аспект «фальсификации истории Белоруссии белорусскими буржуазными националистами»..